# عبد الحميد أبركان
عبد الحميد أبركان :دكتور وسياسي جزائري ولد في 30 جويلية 1945 بالخروب التابعة لمدينة قسنطينة عاصمة الشرق الجزائري، هو طبيب وبروفيسور تقلد عدة مناصب عليا في مجال الصحة والسياسة منها رئيس المجلس التنفيذي لمنظمة الصحة العالمية سنة 1997  و رئيس المجلس الشعبي البلدي للخروب كما تقلد منصب وزير الصحة.

## الخبرة المهنية
- طبيب
- رئيس المجلس التنفيذي لمنظمة الصحة العالمية سنة 1997
- وزير الصحة والسكان.
- رئيس المجلس الشعبي البلدي للخروب.
- نائب في البرلمان

## وصلة
عبد الحميد أبركان في موقع الحكومة الجزائرية 